# Lepidopilum stillicidiorum
Lepidopilum stillicidiorum är en bladmossart som beskrevs av Mitten 1869. Lepidopilum stillicidiorum ingår i släktet Lepidopilum och familjen Daltoniaceae. Inga underarter finns listade i Catalogue of Life.